# Pleioblastus hsienchuensis
Pleioblastus hsienchuensis är en gräsart som beskrevs av Tai Hui Wen. Pleioblastus hsienchuensis ingår i släktet grenbambu, och familjen gräs. Inga underarter finns listade i Catalogue of Life.